# Jean-Claude Lebaube
Jean-Claude Lebaube (Renneville, 22 de juliol de 1937 - Verneuil-sur-Avre, 2 de maig de 1977) va ser un ciclista francès que fou professional entre 1961 i 1969. En el seu palmarès destaca una victòria d'etapa al Critèrium del Dauphiné Libéré de 1964, així com el fet d'haver vestit el mallot groc del Tour de França durant una etapa en l'edició de 1966.
Morí d'un ataca de cor el maig de 1977.

## Palmarès
- 1961
  - 1r al Tour de Loir i Cher i vencedor d'una etapa
  - 1r a la Volta a Tunísia
- 1963
  - 1r del Tour del Sud-est i vencedor d'una etapa
  - 1r del Critèrium de Gouesnou
- 1964
  - 1r a Manche-Ocean
  - Vencedor d'una etapa al Critèrium del Dauphiné Libéré
- 1965
  - Vencedor d'una etapa a la Volta a Luxemburg
- 1966
  - 1r als Boucles Pertusians i vencedor d'una etapa

### Resultats al Tour de França
- 1962. 11è de la classificació general
- 1963. 4t de la classificació general
- 1964. Abandona (13a etapa)
- 1965. 5è de la classificació general
- 1966. Abandona (18a etapa). Porta el mallot groc durant 1 etapa
- 1967. 23è de la classificació general
- 1969. 46è de la classificació general

### Resultats a la Volta a Espanya
- 1965. 12è de la classificació general